# 翠德
翠德（英語：Tsui Tak，代號C33）曾是香港東區區議會轄下的一個選區，1994年設立，自2021年起懸空至2023年取消，懸空前的區議員為柴灣起動成員蔡志強。

## 範圍
選區位於柴灣中部，現時包括柴灣站周邊的金源洋樓、宏德居、永利中心、新翠花園、高威閣和怡翠苑等，翠德就是得名自兩個在區內較大的新翠花園和宏德居兩個屋苑來命名。與其相連的選區有翠灣、漁灣、環翠、興民及樂康，投票站設於柴灣母嬰健康院。

## 沿革
1993年港督彭定康推行政改方案改革區議會，取消所有委任議席及雙議席選區制度，全面實行單議席單票制，並改由選區分界及選舉事務委員會制定，區議會選區數目亦隨人口變動而大幅增加，翠德選區是當時新增的選區之一，由原有柴灣中及柴灣北選區接近柴灣站的樓宇所組成。
1994年區議會選舉，本區吸引到四人競逐，包括港同盟匯點聯合提名的社工郭烈東、任職教師的梁耀雄、東區居民聯會的黃澤快，以及陸仁輝。最後梁耀雄以百多票之差擊敗郭烈東與其餘二人勝出。
1999年區議會選舉，梁耀雄決定連任，與從事美容顧問的鍾少瓊競逐當區議席，最後梁耀雄大勝對手，成功連任。2003年4月梁耀雄向區議會自首，承認2001年1月起多次隱瞞他與議員助理的親屬關係，包括聘請妻子任職議員助理，並訛稱小姨和大嫂受僱任其助理以詐騙議員津貼，事後曾試圖燒炭自殺，但被妻阻止。法官念在梁過往品格良好，對社會有貢獻，最後在2004年獲判處16個月監禁。

2003年區議會選舉，梁耀雄因詐騙津貼一案放棄連任，使本區吸引3人競逐，分別是馮國雄、李惠照和呂志文。其中李惠照和呂志文不單在之前參與過區議會選舉，更曾同為民主黨黨員，結果呂志文以百多票之差險勝李惠照當選。
2007年區議會選舉，呂志文角逐連任，對手依舊是李惠照，雖然兩人是舊黨友，但所代表的政治立場卻迥異。呂志文在政治上一直與區內泛民主派友好，而李惠照則得到左派地區組織支持，最終呂志文仍能擴大優勢擊敗李惠照。
2011年區議會選舉，呂志文再次角逐連任，今次對手是自由黨的李鎮強，李鎮強是自由黨一心栽培的新人，甫落區就出動不少資源去支援他，反之無黨藉的呂志文就顯得相形見絀，結果李鎮強以接近三百票優勢擊敗呂志文，亦是自林翠蓮2010年退黨後，自由黨在柴灣小西灣地區取得的第一席。
2015年區議會選舉，李鎮強角逐連任，呂志文就選擇轉往翡翠選區競選。而會計師李健恆亦作為「傘兵」空降此區，代表民主派參選。由於李鎮強地區根基深厚，面對著空降的李健恆，李鎮強最終以七成得票率擊敗李健恆。其後兩人均有參加2016年香港選舉委員會界別分組選舉，李鎮強和李健恆均在各自界別（港九各區議會、會計界）成功當選。
2019年區議會選舉，民主派由柴灣起動成員蔡志強參選，挑戰爭取連任的李鎮強，結果蔡以2,994票多於李的2,612票當選。2021年9月10日，蔡志強因拒絕出席區議員宣誓儀式，被民政事務局局長徐英偉立即取消其議員資格。
議席藉此一直懸空至2023年選舉改革被撤銷，與杏花邨、翠灣、欣藍、小西灣、景怡、環翠、翡翠、興民、樂康、漁灣及佳曉選區合併為柴灣選區。

## 歷屆議員
| 屆別                  | 議員   | 政治聯繫 | 政治聯繫 |
| --------------------- | ------ | -------- | -------- |
| 1994年－1999年        | 梁耀雄 |          | 無黨籍   |
| 2000年－2003年        | 梁耀雄 |          | 無黨籍   |
| 2004年－2007年        | 呂志文 |          | 無黨籍   |
| 2008年－2011年        | 呂志文 |          | 無黨籍   |
| 2012年－2015年        | 李鎮強 |          | 自由黨   |
| 2016年－2019年        | 李鎮強 |          | 自由黨   |
| 2020年－2021年9月9日  | 蔡志強 |          | 柴灣起動 |
| 2021年9月10日－2023年 | 懸空   | 懸空     | 懸空     |

## 歷屆選舉結果
| 政党   | 政党     | 候选人    | 票数  | %     | ±      |
| ------ | -------- | --------- | ----- | ----- | ------ |
|        | 柴灣起動 | 1. 蔡志強 | 2,994 | 53.41 | 不適用 |
|        | 自由黨   | 2. 李鎮強 | 2,612 | 46.59 | -24.01‬ |
| 多数票 | 多数票   | 多数票    | 382   | 6.82  | -34.38 |

| 政党   | 政党       | 候选人    | 票数  | %     | ±      |
| ------ | ---------- | --------- | ----- | ----- | ------ |
|        | 自由黨     | 1. 李鎮強 | 2,351 | 70.60 | +14.68 |
|        | 獨立民主派 | 2. 李健恆 | 979   | 29.40 | 不適用 |
| 多数票 | 多数票     | 多数票    | 1,372 | 41.20 | +29.36 |

| 政党   | 政党       | 候选人    | 票数  | %     | ±      |
| ------ | ---------- | --------- | ----- | ----- | ------ |
|        | 自由黨     | 1. 李鎮強 | 1,355 | 55.46 | 不適用 |
|        | 獨立民主派 | 2. 呂志文 | 1,088 | 44.54 | -17.21 |
| 多数票 | 多数票     | 多数票    | 267   | 10.93 | -12.58 |

| 政党   | 政党       | 候选人    | 票数  | %     | ±      |
| ------ | ---------- | --------- | ----- | ----- | ------ |
|        | 獨立民主派 | 1. 呂志文 | 1,232 | 61.75 | 不適用 |
|        | 無黨派     | 2. 李惠照 | 763   | 38.25 | 不適用 |
| 多数票 | 多数票     | 多数票    | 469   | 23.51 | +18.24 |

| 政党   | 政党       | 候选人    | 票数 | %     | ±      |
| ------ | ---------- | --------- | ---- | ----- | ------ |
|        | 無黨派     | 1. 馮國雄 | 353  | 16.61 | 不適用 |
|        | 無黨派     | 2. 李惠照 | 830  | 39.06 | 不適用 |
|        | 獨立民主派 | 3. 呂志文 | 942  | 44.33 | 不適用 |
| 多数票 | 多数票     | 多数票    | 112  | 5.27  | -67.45 |

| 政党   | 政党       | 候选人    | 票数  | %     | ±      |
| ------ | ---------- | --------- | ----- | ----- | ------ |
|        | 獨立       | 1. 鍾少琼 | 283   | 13.64 | 不適用 |
|        | 獨立民主派 | 2. 梁耀雄 | 1,792 | 86.36 | 不適用 |
| 多数票 | 多数票     | 多数票    | 1,509 | 72.72 | +65.68 |

| 政党   | 政党       | 候选人 | 票数 | %     | ±      |
| ------ | ---------- | ------ | ---- | ----- | ------ |
|        | 獨立民主派 | 梁耀雄 | 914  | 41.00 | 新選區 |
|        | 民主黨     | 郭烈東 | 757  | 33.96 | 新選區 |
|        | 獨立       | 黃澤快 | 412  | 18.48 | 新選區 |
|        | 獨立       | 陸仁輝 | 146  | 6.55  | 新選區 |
| 多数票 | 多数票     | 多数票 | 157  | 7.04  | 新選區 |